# 주명신
주명신(周命新, ? ~ ?)은 조선 말기의 의학자. 호는 기하이며 경북 상주에서 출생하였다. 학문이 깊고 재능이 많았으며 병을 잘 치료하였다. 저서로 《의문보감》이 있는데, 이 책은 임상 치료학과 의학의 입문서이다.